# Amadeusz z Lozanny
Święty Amadeusz z Lozanny (ur. ok. 1108, zm. 27 sierpnia 1159 w Lozannie) – zakonnik cysterski i biskup Lozanny, święty Kościoła katolickiego.
Urodził się jako syn błogosławionego Amadeusza z Clermont, możnowładcy z okolic Hauterives, który porzucił dostatnie życie. Początkowo bł. Amadeusz wraz z synem i kilkoma możnymi przebywał w Bonnevaux w Delfinacie, następnie niezadowoleni z poprzednich warunków kształcenia przenieśli się do Clairvaux, gdzie przyszły święty został zakonnikiem. W 1139 został przełożonym w Hautecombe, natomiast w 1144 został powołany na biskupa Lozanny (wówczas w Arelacie, lennie Świętego Cesarstwa Rzymskiego). Pełniąc tę funkcję był wychowawcą młodego Humberta III Błogosławionego, przyszłego hrabiego Sabaudii; okresowo był też w Sabaudii regentem i rozsądzając spory. Przebywał w otoczeniu cesarza Konrada III Hohenstaufa i Fryderyka I Barbarossy, a potem (ok. 1146) – u boku papieża Eugeniusza III i św. Bernarda w Spirze. Znany jako dobry kaznodzieja (pozostawił po sobie przynajmniej 8 homilii o Maryi). Zmarł 27 sierpnia 1159 roku.
Został kanonizowany przez papieża Piusa X w 1910 roku. Zatwierdzono wówczas wieloletni kult, panujący szczególnie w diecezji Lozanny i zakonie cystersów.
Jego wspomnienie liturgiczne obchodzone jest w dzienną pamiątkę śmierci, 27 sierpnia.